# 李丽 (1970年)
李丽（1970年2月—），女，汉族，河北省唐山市古冶区人。中华人民共和国政治人物。曾任唐山市粮食局局长，唐山市文化广电和旅游局局长。2021年8月出任唐山市委常委，宣传部长。
2024年8月11日，因严重违纪违法接受河北省纪委监委纪律审查和监察调查。